# Albe Steiner
Albe Steiner, all'anagrafe Alberto Massimo Alessandro Steiner (Milano, 15 novembre 1913 – Raffadali, 17 agosto 1974), è stato un grafico e partigiano italiano.

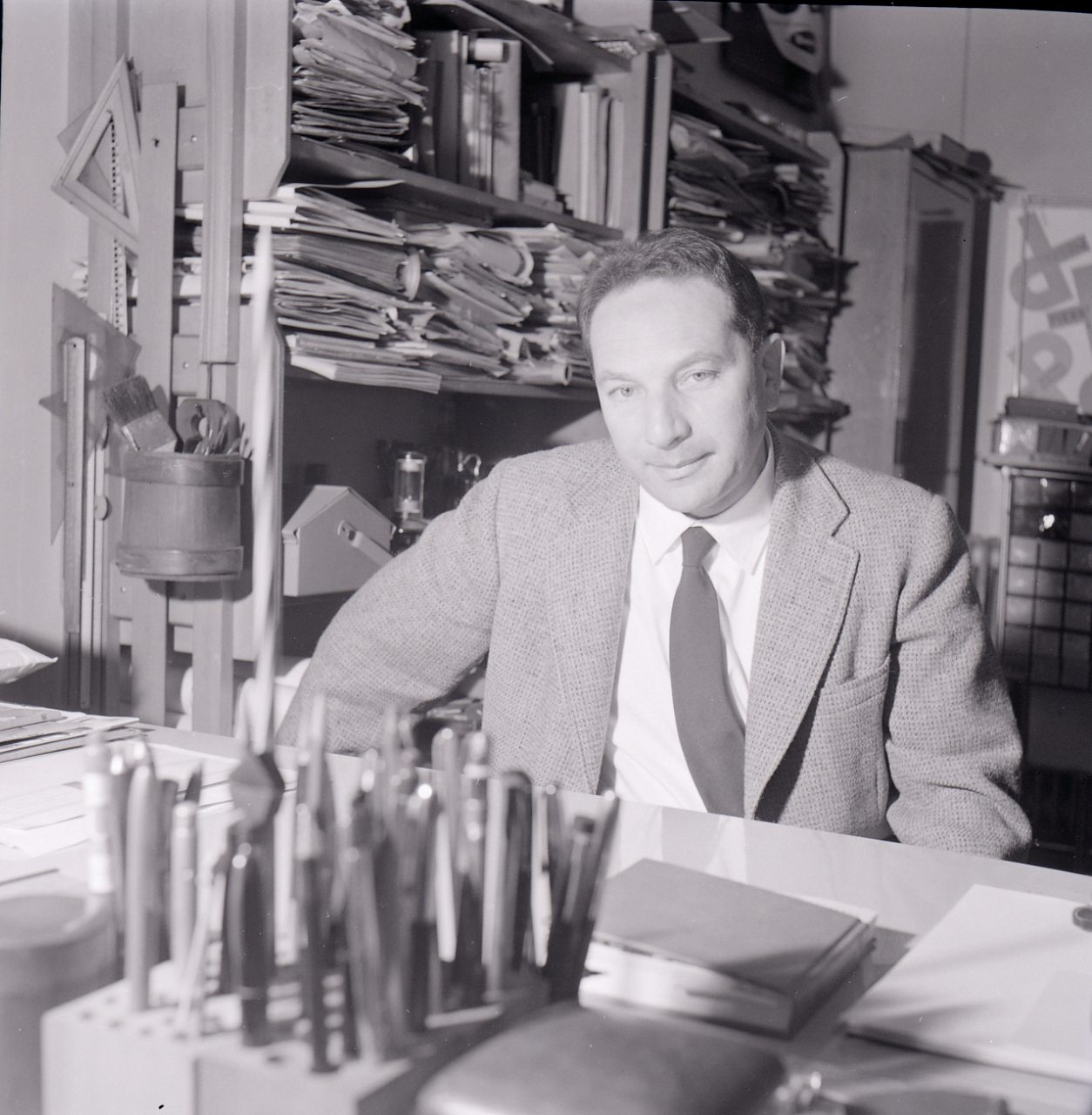
Albe Steiner, 1973, foto di Paolo Monti

Con uno stile caratterizzato dalla continua ricerca di massima chiarezza e leggibilità del linguaggio visivo e da un'assenza di formalismi, nonché convinto sostenitore della necessità di una relazione tra arte e impegno politico e sociale, è stato una figura di riferimento per la grafica italiana degli anni cinquanta e sessanta .

## Biografia
Era figlio di Fosca Titta e Emerico Steiner e nipote di Giacomo Matteotti: «dopo il brutale assassinio dello zio, maturò in seno alla sua famiglia posizioni antifasciste, che vide censurata la corrispondenza con una cugina che da Milano si era dovuta trasferire in Liguria dopo che il padre, anch’egli antifascista, fu licenziato». Alla morte del padre, dopo essersi diplomato in ragioneria, Albe decise di intraprendere lo studio del design e della grafica, approfondendo la conoscenza del Costruttivismo sovietico (El Lisitzkij), del Bauhaus e degli astrattisti italiani (Soldati, Licini, Radice, Fontana, Melotti, Veronesi).
Contemporaneamente si interessò di pittura e fotografia, collaborando con lo Studio Boggeri.
La sua prima mostra grafica è del 1940, alla VII Triennale di Milano.
Intorno al 1939 si avvicinò al Partito Comunista Italiano e, insieme con la moglie Lica, conobbe Salvatore Di Benedetto e Elio Vittorini, con i quali svolse clandestinamente attività di informazione e propaganda politica.
Durante la guerra partecipò attivamente alla Resistenza nelle file del battaglione Valdossola e perse il fratello Mino, deportato a Mauthausen.
Dopo la Liberazione entrò come grafico nella redazione de Il Politecnico, Einaudi editore, diretto da Elio Vittorini, dove fece molto parlare di sé attraverso innovative scelte grafiche (dal richiamo alle avanguardie russe post-rivoluzionarie all'introduzione del fumetto). Sempre con Vittorini, realizzò per la Einaudi "Politecnico biblioteca", una collana di undici titoli editi fra il 1946 e il 1949.
La sua attività professionale lo portò, dal 1946 al 1948, in Messico insieme con la sua famiglia ed Hannes Meyer, ex direttore del Bauhaus, dove collaborò alla campagna nazionale di alfabetizzazione e al Taller de grafica popular (un'officina culturale animata da pittori messicani del calibro di Diego Rivera, Leopoldo Mendez, David Alfaro Siqueiros).
Tornò in Italia nel 1948, a Milano, dove iniziò ad insegnare al Convitto Scuola della Rinascita. Continuò la sua attività di grafico lavorando per numerose riviste (Domus, Metron, Edilizia moderna), per alcune delle più importanti case editrici italiane (Feltrinelli, Einaudi, Zanichelli), per molti dei giornali italiani di sinistra (l'Unità, Il Contemporaneo, Vie Nuove, Rinascita, Movimento operaio, Rivista storica del socialismo, Studi storici, Tempi moderni, Problemi del socialismo, L'erba voglio, Mondo Operaio, Italia contemporanea), e per alcune aziende (Pirelli, Olivetti).

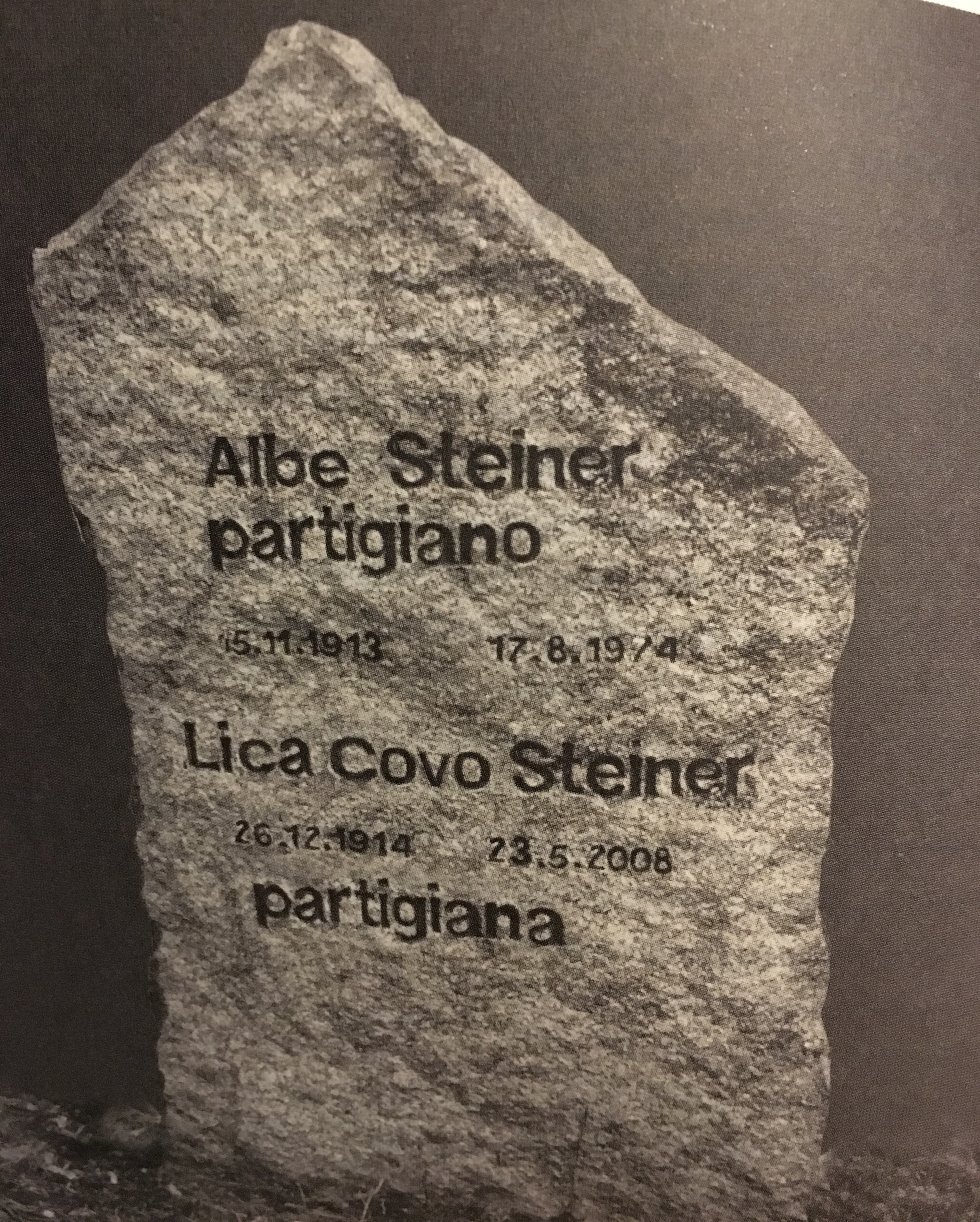
Lapide di Albe e Lica Steiner a Mergozzo

Dal 1950 al 1954 fu art director della Rinascente; fu uno dei promotori della mostra che darà origine al Premio Compasso d'oro . Sempre negli anni cinquanta fu docente dell'Umanitaria. Successivamente tenne corsi all'Università di Venezia, all'ISIA di Urbino e negli istituti d'arte di Parma, Roma e Firenze.
Nel 1963 aprì a Reggio Emilia il primo 'magazzino a libero servizio' e disegnò quello che diventerà il logotipo della Coop. Collaborò con enti e istituzioni culturali come la Rai, il Piccolo Teatro, la Triennale di Milano, il Teatro popolare italiano, Italia '61, la Biennale di Venezia. Progettò, insieme all'architetto Lodovico Barbiano di Belgiojoso, il Museo-monumento al deportato politico e razziale a Carpi, che venne inaugurato nel 1973.
È stato socio fondatore dell'Associazione per il Disegno Industriale e membro dell'AGI Alliance Graphique Internationale e dell'International Center of Typographic Arts.
Morì improvvisamente in Sicilia il 17 agosto 1974.
Sulla sua tomba a Mergozzo un blocco di granito reca la scritta «Albe Steiner, partigiano». La sua attività di intellettuale e di grafico venne continuata dalla moglie Lica, compagna d'arte e di vita, morta nel 2008, dalla figlia Anna  e dal genero Franco Origoni.
Gli sono stati intitolati tre istituti professionali statali, a Milano, Torino e Ravenna.

## Monografie pubblicate
- 1977 - Albe Steiner. Comunicazione visiva. Alinari IDEA. Castello sforzesco, Milano.
- 1978 - Il mestiere di grafico. Einaudi, Torino. ISBN 88-06-10348-2
- 1978 - Il manifesto politico. Editori riuniti, Roma (a cura di Luisa Steiner Rollier; introduzione di Dario Micacchi).
- 2006 - Anna Steiner, Albe Steiner, Mantova, Corraini Edizioni.